# Dupla circulação
Dupla circulação nacional-internacional é uma estratégia do governo chinês para reorientar a economia do país, priorizando o consumo interno ("circulação interna" ou "circulação doméstica"), permanecendo aberto ao comércio e investimento internacionais ("externo" ou "circulação internacional"). O primeiro estudo acadêmico sobre a dupla circulação definiu-a como “o reequilíbrio econômico impulsionado pelo consumo interno para alcançar o desenvolvimento econômico sustentável”.
A política econômica de dupla circulação foi apresentada em 14 de maio de 2020 pelo Comité Permanente do Politburo do Partido Comunista Chinês (PCC) e posteriormente revista pelo secretário-geral do PCC, Xi Jinping, para sublinhar a prioridade à "circulação interna". A dupla circulação envolve expandir a procura interna, focar no mercado interno, melhorar a capacidade de inovação do país, reduzir a dependência dos mercados externos e, ao mesmo tempo, manter-se aberto ao mundo exterior.

## História
O antecessor intelectual da dupla circulação foi a "grande circulação internacional", uma estratégia de crescimento econômico através da produção orientada para a exportação, articulada por Wang Jian durante a era do antigo líder supremo Deng Xiaoping.
Em 2020, a pandemia de COVID-19 provocou uma recessão econômica global e um declínio na demanda. Juntamente com a guerra comercial China-Estados Unidos e as restrições comerciais americanas contra a Huawei e outras empresas chinesas, isto forçou o governo chinês a adotar um foco interno. Na opinião chinesa, estas tendências no sentido da antiglobalização, do populismo e do protecionismo nos países ocidentais significam que a China deve expandir os seus mercados internos e a auto-suficiência econômica.

## Implementação e impacto
Existem duas vertentes na estratégia de dupla circulação. Primeiro, procura confiar mais nos consumidores domésticos da China. Em segundo lugar, procura inovar mais tecnologia desenvolvida internamente e, assim, reduzir a dependência da China da tecnologia ocidental.
A dupla circulação recalibrou a política industrial da China para colocar uma ênfase renovada no crescimento liderado pelo Estado e na autossuficiência com base no mercado interno da China de 1,4 bilhões de consumidores, que inclui mais de 400 milhões de consumidores de rendimento médio. Num esforço para facilitar a estratégia, colmatando as lacunas tecnológicas, a China gastou 2,5% do seu PIB em pesquisa e desenvolvimento durante o Décimo Terceiro Plano Quinquenal de 2016–2020.

## Análise
Alguns observadores dizem que o plano de dupla circulação não é muito diferente dos esforços anteriores do governo chinês para reorientar a economia. Já em 2006, um relatório de trabalho do governo descrevia uma "estratégia de expansão do consumo interno... e de reforço do papel do consumo no fomento do desenvolvimento econômico". Julian Gewirtz sugeriu que o slogan da “dupla circulação” fosse introduzido para “forçar foco, mobilização e priorização”.
The Economist resumiu a estratégia como "manter a China aberta ao mundo (a 'grande circulação internacional'), ao mesmo tempo que reforça o seu próprio mercado (a 'grande circulação doméstica')". Mais especificamente, The Economist disse que a dupla circulação envolve tornar a economia chinesa mais aberta às empresas estrangeiras, a fim de torná-las dependentes da China, o que por sua vez daria ao governo chinês mais influência geopolítica.